# Ило
И́ло — портовый город на южном побережье Перу. Город является столицей провинции Ило. Он находится в устье реки Ило, недалеко от пустыни Атакама — одного из самых засушливых мест нашей планеты. В городе есть аэропорт, железнодорожная станция, а также медеплавильное предприятие, которое принадлежит компании Southern Copper Corporation.

## История
Похоже, впервые как порт Ило в 1553 году упоминается в книге «Хроника Перу» Сьеса де Леона:
«Немногим более одной лиги от мыса есть хороший порт, называющейся Ило, и по нему стекает в море река с очень хорошей водой, с тем же названием, что и порт. Он лежит на 18 и 1/3 градусах.»
13 августа 1868 года в провинции Арика произошло одно из самых сильных землетрясений в истории; число погибших и пострадавших исчислялось тысячами, кроме того был нанесён серьёзный материальный ущерб.
Возле Ило в 1877 году произошла битва в бухте Пакоча.
В древности на территории Ило существовала культура Чирибайя.